# Václav Pohl (1818)
Václav Pohl (anglicky Wenzel Pohl, 18. září 1818 Plasy – 23. ledna 1893 Kewaunee, Wisconsin) byl česko-americký řezbář, kolonista, podnikatel a spolkový činitel. Roku 1850 se stal předsedou českého krajanského spolku v New Yorku, po jeho zániku se pak roku 1854 v St. Louis podílel na založení Česko Slovanské Podpůrné Společnosti (ČSPS, anglicky Czech-Slovak Protective Society). Žil na vícero místech v USA, posléze se usadil v Kewaunee ve Wisconsinu, kde provozoval hostinec.

## Život

### Mládí
Narodil se v Plasích severně od Plzně v západních Čechách. Vyučil se řezbářem a krátce pak pracoval v Plzni, odkud se pak přesunul do Prahy. Zde se zapojil do českého vlasteneckého hnutí, mj. se stal členem spolku Svornost založeného Karlem Havlíčkem Borovským. Po revolučních událostech roku 1848 a 1849 v Rakouském císařství, zejména pak Pražského červnového povstání, kterého se patrně sám aktivně se zbraní v ruce účastnil, se rozhodl z monarchie emigrovat do Spojených států.

### New York
Se svým bratrem Vojtěchem absolvoval plavbu z Evropy do přístavu New York. Zde se usadil a zpočátku pracoval jako řezbář a mlékař. Začal používat anglickou podobu svého křestního jména, Wenzel. Záhy se začal angažovat ve vznikající české komunitě, jejímž zdejším členem byl tehdy také Vojta Náprstek. Účastnil se rovněž spolu s ním a dalšími iniciativy o vznik českého krajanského spolku, jednoho z vůbec prvních krajanských sdružení v USA. Po organizačních třenicích mezi českými krajany, především kvůli tlakům mezi katolíky, evangelíky a svobodomyslnými, spolek nakonec roku 1850 v New Yorku vznikl pod názvem Česko Slovanský Podpůrný Spolek. Ten měl za cíl organizovat společenský život česky mluvící americké komunity či poskytovat finanční a materiální pomoc krajanům v existenčních problémech. Pohl byl zvolen jeho předsedou, místopředsedou pak Ondřej Hubáček, pokladníkem František Červený, tajemníkem Josef Čilinský a knihovníkem Vojta Náprstek. Činnost spolku byla však po dvou letech ukončena.

### Česko Slovanská Podpůrná Společnost
Okolo roku 1852 odešel Pohl dále na americký Středozápad a posléze se usadil v St. Louis ve státě Missouri, kde si otevřel bylinkářství. I zde tehdy působila etablovaná česko-americká komunita, vyvíjející snahy o vznik vlastního spolku, k čemuž byl Pohl díky svým zkušenostem ochotně přizván. Roku 1854 zde pak vznikla Česko Slovanská Podpůrná Společnost (ČSPS, anglicky Czech-Slovak Protective Society), částečně postavená na Pohlem vlastněných stanovách někdejšího newyorského spolku. Spolek se mj. podílel na vydávání a distribuci česky psaného periodika pojmenovaného Národní Noviny, na jejichž vzniku podíleli zejména Hynek Sládek, Jan Borecký a první šéfredaktor Jan Bolemil Erben. První číslo vyšlo 21. ledna 1860 v St. Louis, o pouhé tři týdny později, než František Kořízek připravil v Racine ve Wisconsinu list s názvem Slowan Amerikánský. Národní Noviny se tak staly druhým česky psaným krajanským periodikem v USA. Posléze byly s Kořízkovým listem sloučeny do deníku Slávie.

### Wisconsin
Pohl vystřídal řadu bydlišť a pracovních pozic: mimo řezbářství se živil také jako mlékař či hokynář. Později pak Pohl přesídlil do města Kewaunee ve Wisconsinu, kde si otevřel bar (saloon) a hotel. I zde aktivně působil v české komunitě a ve svém podniku mj. hostil spolkové schůze. V dalších letech pak žil také v Dakotě, Oregonu či Kalifornii. Dvakrát navštívil také Čechy. Byl stoupencem fraternalismu. Své vzpomínky krátce literárně zpracoval pro českoamerický kalendář Amerikán.

### Úmrtí
Václav Pohl zemřel 21. ledna 1893 v Kewaunee ve věku 74 let a byl zde patrně také pohřben. Pohřben byl na čestném místě na chicagském Českém národním hřbitově, největším krajanském pohřebišti v USA,